# (2273) Yarilo
(2273) Yarilo (1975 EV1) – planetoida z grupy pasa głównego asteroid okrążająca Słońce w ciągu 3,84 lat w średniej odległości 2,45 au. Odkryta 6 marca 1975 roku. Jej nazwa pochodzi od słowiańskiego bóstwa Jaryła (ros. Ярило – Yarilo).